# 3100 Zimmerman
3100 Zimmerman eller 1977 EQ1 är en asteroid i huvudbältet som upptäcktes den 13 mars 1977 av den rysk-sovjetiske astronomen Nikolaj Tjernych vid Krims astrofysiska observatorium på Krim. Den har fått sitt namn efter astronomen Nikolaj Zimmerman.
Asteroiden har en diameter på ungefär 5 kilometer.